# عارف أسدوف
عارف أسدوف (بالأذرية: Arif Gülağa oğlu Asadov)‏ هو لاعب كرة قدم ومدرب كرة قدم أذربيجاني في مركز الدفاع، ولد في 18 أغسطس 1970 في باكو في أذربيجان. شارك مع منتخب أذربيجان لكرة القدم. أما مع النوادي، فقد لعب مع ألانيا وأنجي محج قلعة ونادي باكو ونادي نيفتشي باكو.

## وصلات خارجية
- عارف أسدوف على موقع الاتحاد الدولي (مؤرشف)  (الإنجليزية)
- عارف أسدوف على موقع قاعدة بيانات كرة القدم.إي يو (الإنجليزية)
- عارف أسدوف على موقع ناشيونال فوتبول تيمز (الإنجليزية)
- عارف أسدوف على موقع عالم كرة القدم.نت (الإنجليزية)